# Faustine Robert
Faustine Robert (Sète, 18 maggio 1994) è una calciatrice francese, attaccante del Fleury.

## Carriera

### Nazionale
Nel 2012 il selezionatore della nazionale francese Under-19 Gilles Eyquem decide di inserire Robert nella rosa della formazione impegnata nella doppia amichevole del 14 e 16 settembre 2012 dove le Blues incontrano battendole le pari età della Scozia, nella successiva dove incontrano i Paesi Bassi e nuovamente nella formazione invitata all'edizione del marzo 2013 del Torneo di La Manga.
Grazie alle prestazioni espresse Eyquem la convoca anche per il secondo turno di qualificazione al campionato europeo di Galles 2013, turno che supera classificandosi al primo posto del gruppo 2. Robert condivide con le compagne il percorso che vedrà la sua nazionale conquistare per la terza volta nella sua storia sportiva il titolo europeo di categoria.
Viene impiegata in tutte le cinque partite disputate dalle Blues, fino alla finale del 31 agosto in cui, al Parc y Scarlets di Llanelli, la Francia superò per 2-0 le avversarie dell'Inghilterra.
Nel 2014 Eyquem la inserisce nella rosa della formazione Under-20 che prese parte al Mondiale di Canada 2014, condividendo con le compagne la conquista del terzo posto nella finalina vinta dalle Blues 3-2 sulle avversarie della Corea del Nord. Robert venne impiegata in tutte le sei partite disputate e dove andò a segno in tre occasioni, tutte nella fase a gironi, quella del parziale 2-0 sulla Costa Rica, incontro poi terminato 5-1 per le francesi, e una doppietta al Paraguay nell'incontro vinto per 3-0.
Per indossare ancora la maglia della Francia deve aspettare il 2017 quando il ct della nazionale maggiore Corinne Diacre la convoca in occasione dell'amichevole del 27 novembre con la Svizzera, incontro terminato a reti inviolate, e dove il tecnico la fa esordire da titolare.

## Palmarès

### Nazionale
- Campionato d'Europa under 19: 1

2013